# 綾奈千瑞
綾奈 千瑞（あやな ちひろ、1985年2月21日 - ）は、兵庫県姫路市出身のタレント、元グラビアアイドルである。血液型:B型。愛称はあやにゃっち☆。
2003年度麗澤大学ミスキャンパス。アイドル育成サイト「デジドルエッグ」16期生。エルクハートプロモーションに所属していた。

## 来歴
- 2005年デビュー。身長154cm、B86(F)cm、W58cm、H79cm、靴23.5cm。趣味はダンス・映画・歌・読書。特技はダンス。
- 将来は作家にもなりたく、内外タイムスのインタビュー記事によると「サスペンスホラーチックな小説も執筆中」という。
- 歌唱力もあり、2006年には同じ所属事務所（当時）の櫻愛果と勝手ユニットを結成。「チューブトップス（Chu☆Bu‐Tops）」の名称でアイドル系ライブイベントに出演し、SPEEDや宇多田ヒカル、松浦亜弥などの歌を熱唱するシーンが見られた。また2007年には同じ事務所の上田仁美とユニットを結成し、「上田綾奈」の名前でライブイベント等に出演している。
- 公式Blogとして「AyAnA’s DiAry」が2005年12月から開設されている。

## 主演DVD・映画 他
- 2006年11月10日に、バリ島ロケによるファーストDVD「Out Break〜Love Liqueur〜」が発売される。
- 2007年1月、PHS最大手ウィルコムが実施する、春のプレゼントキャンペーンのモデルに起用され、店頭用ポスター・チラシが製作される。
- 2007年4月、初のVシネマ主演作品となる「電脳特捜隊ウィンミラージュ ZWEI」（ 監督：大塚直樹）が、前・後編の２部作として発売される。同作品では主題歌も歌唱している。
- 2007年8月11日に、上田仁美、紗倉美緒と共に出演した、バラエティDVD「くすぐりハイスクール 現役アイドルをくすぐっちゃいました!! くすぐりブートキャンプ編」が発売される。
- 2007年後半、Vシネマ「女戦闘員246号」「スティールエンジェル」「コスモヴァンティアン」に相次いで主演。

## 主な出演メディア

### テレビ
2005年
- テレビ朝日 『『ぷっ』すま』
- TBS「島田検定SUPER!!」

2006年
- フジテレビ ドラマ 「ザ・ヒットパレード 芸能界を変えた男 渡辺晋物語」ダンサー役
- テレビ朝日 「くりぃむナントカ」
- MONDO21 「水着でFight! アイドル☆サバイバル」
- 日本テレビ「ピン子のウィークエンダーリターンズ2006」 グラビアアイドルの卵 その下積み生活とは?（綾奈千瑞へ密着リポート）
- スカパー! エンタ371 「E-Navi」MC

2007年
- メディアッティかながわ ドラマ「デジタル伝道師ナビィ」主演
- TBS 「水トク! しあわせ家族計画2007」アシスタント
- TBS 「水トク! アイスガールズ2007」アシスタント
- TBS 「エンタの味方!」ゲスト出演

2008年
- TOKYO MXテレビ 「ギンザ・ワン」ゲスト出演
- TBS 「エンタの味方!」ゲスト出演
- テレビ朝日 「全力坂」
- テレビ埼玉 「筋肉美女-Muscle Venus-」レギュラー出演

### ラジオ
2006年
- かつしかエフエム 「村山ひとしのキャラリンっぱ！」
- TOKYO FM 「やまだひさしのラジアンリミテッドDX」

2007年
- TOKYO FM 「やまだひさしのラジアンリミテッドDX」

### 舞台
2008年
- 第3回 Musical in Tokyo(シアターアプル) 「ダウンタウンエンジェル」シモンヌ役

### 新聞
2005年
- 日刊ゲンダイ 10月9日号 「@失礼します」

2006年
- 内外タイムス 11月4日号 「F乳アイドル綾奈千瑞ちゃんの意外な夢は…」

### 雑誌
2005年
- 角川書店 「Tokyo Walker」
- 集英社 「週刊プレイボーイ 48号」
- ソフトバンク クリエイティブ 「auスーパーガイド Vol.9」

2006年
- 双葉社 「週刊大衆 7月3日号」

2007年
- ワニマガジン社 「Chuッ増刊 サルシキ Vol.003」
- オデッセウス出版 「グラビアヒロインマガジン Vol.2」
- リクルート 「アクティブじゃらん 6月号」
- 角川書店 「Tokyo Walker」
- 雄出版 「NITRO-X 10月号」

### Webメディア
2006年
- ITmedia+D 「NTTドコモ 山口部長のMC Talk 第8回」

2007年
- 山本晋也のランク10国 「名門ナンチャッテ女学園」

2008年
- ITmedia+D 「TargetTVリポーター、綾奈千瑞が極秘で潜入！ 東京おもちゃショー2008」 他多数